# Greece International 2000
Die Greece International 2000 im Badminton fanden Mitte Dezember 2000 statt.

## Medaillengewinner
| Disziplin    | Gold                                 | Silber                                   | Bronze                                       |
| ------------ | ------------------------------------ | ---------------------------------------- | -------------------------------------------- |
| Herreneinzel | Boris Kessov                         | Luben Panov                              | Charalambos Charalambous                     |
| Herreneinzel | Boris Kessov                         | Luben Panov                              | Roman Zirnwald                               |
| Dameneinzel  | Petya Nedelcheva                     | Dobrinka Smilianova                      | Diana Dimova                                 |
| Dameneinzel  | Petya Nedelcheva                     | Dobrinka Smilianova                      | Maya Ivanova                                 |
| Herrendoppel | Luben Panov Yasen Borisov            | Pavlos Charalambidis Christos Tsartsidis | George Galvas Vassilios Kiomourtzidis        |
| Herrendoppel | Luben Panov Yasen Borisov            | Pavlos Charalambidis Christos Tsartsidis | Constantinos Constantinou Antonis C. Lazarou |
| Damendoppel  | Petya Nedelcheva Diana Koleva        | Maya Ivanova Dobrinka Smilianova         | Maria Ioannou Diana Knekna                   |
| Damendoppel  | Petya Nedelcheva Diana Koleva        | Maya Ivanova Dobrinka Smilianova         | Diana Dimova Iliana Dimova                   |
| Mixed        | Slantchezar Tzankov Petya Nedelcheva | Luben Panov Diana Dimova                 | Antonis C. Lazarou Maria Ioannou             |
| Mixed        | Slantchezar Tzankov Petya Nedelcheva | Luben Panov Diana Dimova                 | Boris Kessov Chrisa Georgali                 |